# Altberesinchen
Altberesinchen – dzielnica w centralnej części Frankfurtu nad Odrą. W 2015 roku liczyła 4821 mieszkańców.

## Opis
Altberesinchen składa się z osiedli:
- Leipziger Platz,
- Dresdener Platz/ Spremberger Straße,
- Luckauer Dreieck,
- Schwänchenteich,
- Puschkinstraße/ Hangelage,
- Winzerring

## Demografia
Źródło:

## Galeria

Mapa dzielnicy
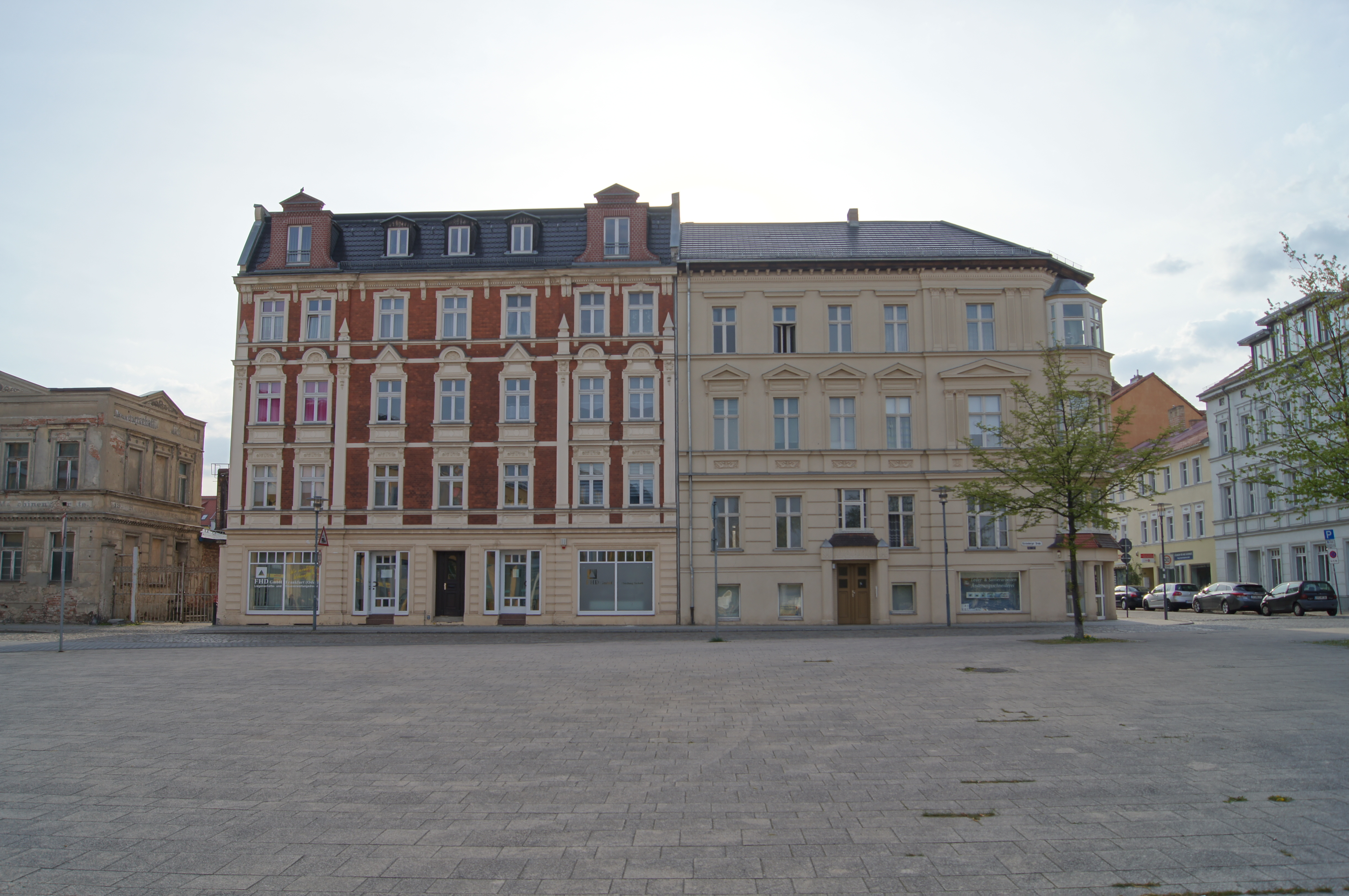
Kamienice
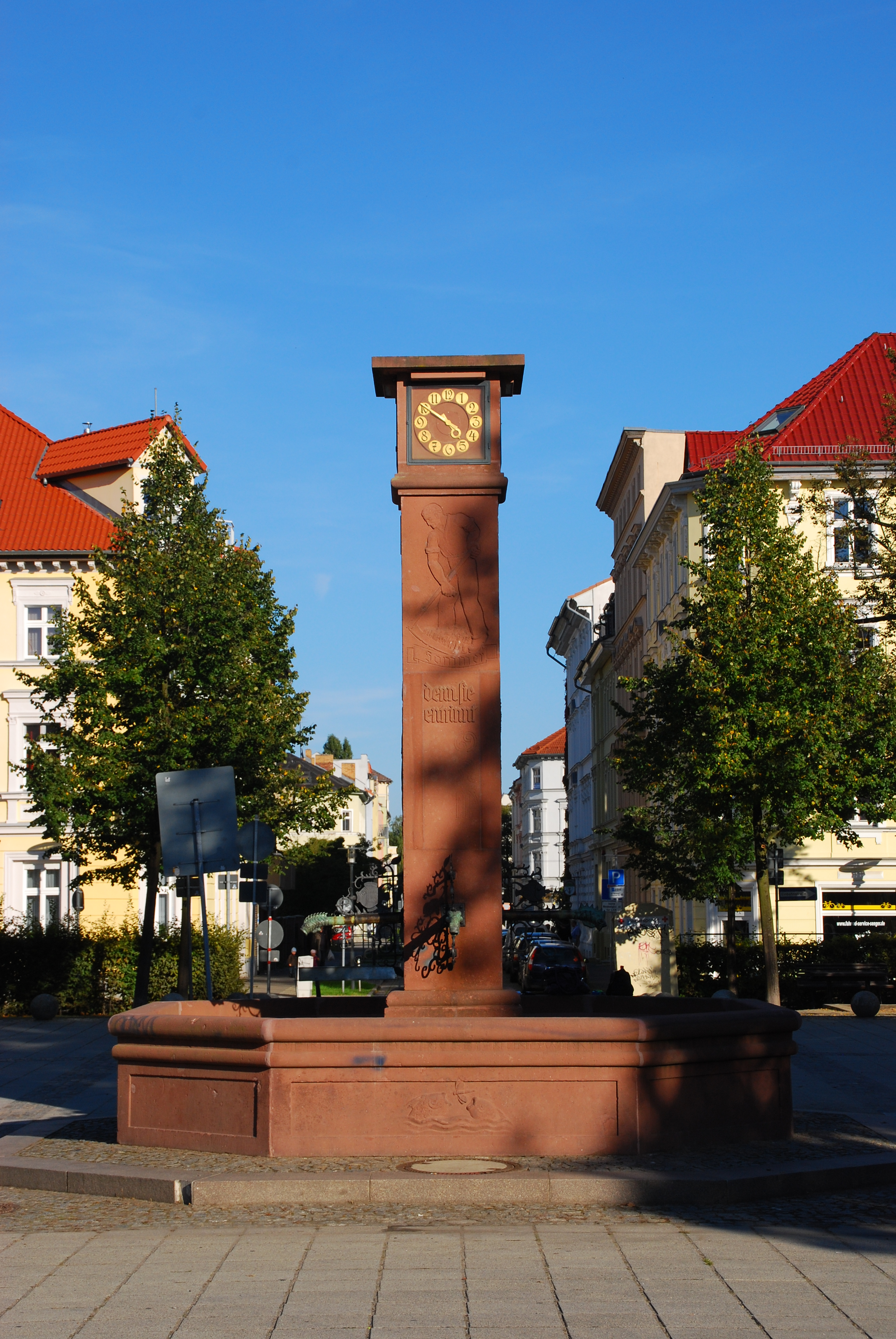
Zegar wraz z fontanną